# Ceratobasidium angustisporum
Ceratobasidium angustisporum é uma espécie de fungo pertencente à família Ceratobasidiaceae.